# 毛家庄站
毛家庄站是一个陇海线上的铁路车站，位于陕西省宝鸡市陈仓区凤阁岭乡，建于1945年，目前为四等站，邮政编码为721323。目前客运：办理旅客乘降；不办理行李、包裹托运；货运：仅办理专用线、专用铁道整车货物发到。